# Президентские выборы в Венгрии (2017)
Президентские выборы в Венгрии проходили 13 марта 2017 года. В результате непрямых выборов в парламенте президентом страны был избран на второй срок Янош Адер.

## Избирательная система
По Конституции Венгрии, принятой в 2011 году, президент избирается депутатами Национального собрания в ходе тайного голосования не ранее 60 дней и не позже 30 дней окончания срока предыдущего мандата. В случае досрочного окончания мандата выборы проводятся не позднее чем через 30 дней. Дата выборов назначается спикером Национального собрания Венгрии.
Для номинации кандидат должен быть поддержан не менее 20 % членов парламента (около 40 депутатов), которые могут номинировать не более одного кандидата. В 1-м туре кандидат должен набрать не менее 2/3 голосов. В противном случае проводится 2-й тур, в который выходят два кандидата с наибольшим числом голосов. Во 2-м туре достаточно набрать простое большинство.

## Результаты
| Кандидат                                                             | Кандидат        | Партия          | Поддерживающие партии   | 1-й тур | 1-й тур                   | 1-й тур              | 2-й тур | 2-й тур                   | 2-й тур              |
| Кандидат                                                             | Кандидат        | Партия          | Поддерживающие партии   | Голоса  | % от от общего количества | % от от голосовавших | Голоса  | % от от общего количества | % от от голосовавших |
| -------------------------------------------------------------------- | --------------- | --------------- | ----------------------- | ------- | ------------------------- | -------------------- | ------- | ------------------------- | -------------------- |
|                                                                      | Янош Адер       | Фидес           | Фидес-ХДНП              | 131     | 65,8                      | 74,9                 | 131     | 65,8                      | 77,1                 |
|                                                                      | Ласло Майтени   | Независимый     | ВСП-LMP-DK-Вместе-PM-SP | 44      | 22,1                      | 25,1                 | 39      | 19,6                      | 22,9                 |
| Всего голосов                                                        | Всего голосов   | Всего голосов   | Всего голосов           | 175     | 87,9                      |                      | 170     | 85,4                      |                      |
| Не голосовало                                                        | Не голосовало   | Не голосовало   | Не голосовало           | 24      | 12,1                      |                      | 29      | 14,6                      |                      |
| Всего депутатов                                                      | Всего депутатов | Всего депутатов | Всего депутатов         | 199     | 100                       |                      | 199     | 100                       |                      |
| Источник: hvg.hu Архивная копия от 8 февраля 2018 на Wayback Machine |                 |                 |                         |         |                           |                      |         |                           |                      |